# 齐春生
齐春生（1953年6月—），男，江西余干人，中国杂技编导家，中国杂技家协会副主席，辽宁省文学艺术界联合会副主席。